# アブラクサスの祭
『アブラクサスの祭』（アブラクサスのまつり）は、僧侶であり芥川賞作家である玄侑宗久の小説。またそれを原作とする映画作品。

## 映画
2010年に公開された日本映画。ミュージシャンのスネオヘアーの主演で製作された。

### キャスト
- 浄念 - スネオヘアー
- 多恵 - ともさかりえ
- 麻子 - 本上まなみ
- 隆太 - 村井良大
- 庸平 - ほっしゃん。
- 庸平の妻 - たくませいこ
- 理有 - 山口拓
- はつ - 草村礼子
- 玄宗 - 小林薫

### スタッフ
- 監督 - 加藤直輝
- 脚本 - 佐向大、加藤直輝
- 原作 - 玄侑宗久
- 製作 - 川城和実、定井勇二、渡部世一、糠澤修一、幕田勝壽、及川武、佐々木史朗
- プロデューサー - 松田広子、押田興将
- 撮影 - 近藤龍人
- 美術 - 古積弘二
- 音楽 - 大友良英
- 録音 - 照井康政
- 整音 - 松本昇和
- 照明 - 藤井勇
- 編集 - 加藤ひとみ
- 衣装 - 宮本茉莉
- アシスタントプロデューサー - 齊藤有希
- 製作担当 - 藤川佳三
- 助監督 - 菊地健雄
- スクリプター - 中西桃子
- 企画協力 - 新潮社
- 協賛 - 柏屋、大七酒造株式会社
- 助成 - 文化庁文化芸術振興費補助金
- 製作支援 - 三春町、国見町
- 製作会社 - 「アブラクサスの祭」パートナーズ（バンダイビジュアル、ビターズ・エンド、福島民報社、福島テレビ、三春町観光協会、フロンテイアワークス、オフィス・シロウズ）
- 配給会社 - ビターズ・エンド

### そのほか
- サンダンス映画祭2011 ワールドシネマ・ドラマティック・コンペティション部門　正式招待作品。
- この映画での共演がきっかけとなり、2011年6月27日にスネオヘアーとともさかりえは結婚となった。
- 三春町、国見町、郡山市などで福島県にてロケが行われた。
- 福島県で一般オーディションが行われ、福島県から山口拓をはじめキャスト17名が出演している。